# Miletus leos
Miletus leos är en fjärilsart som beskrevs av Guérin-ménéville 1829. Miletus leos ingår i släktet Miletus och familjen juvelvingar. Inga underarter finns listade i Catalogue of Life.

## Bildgalleri

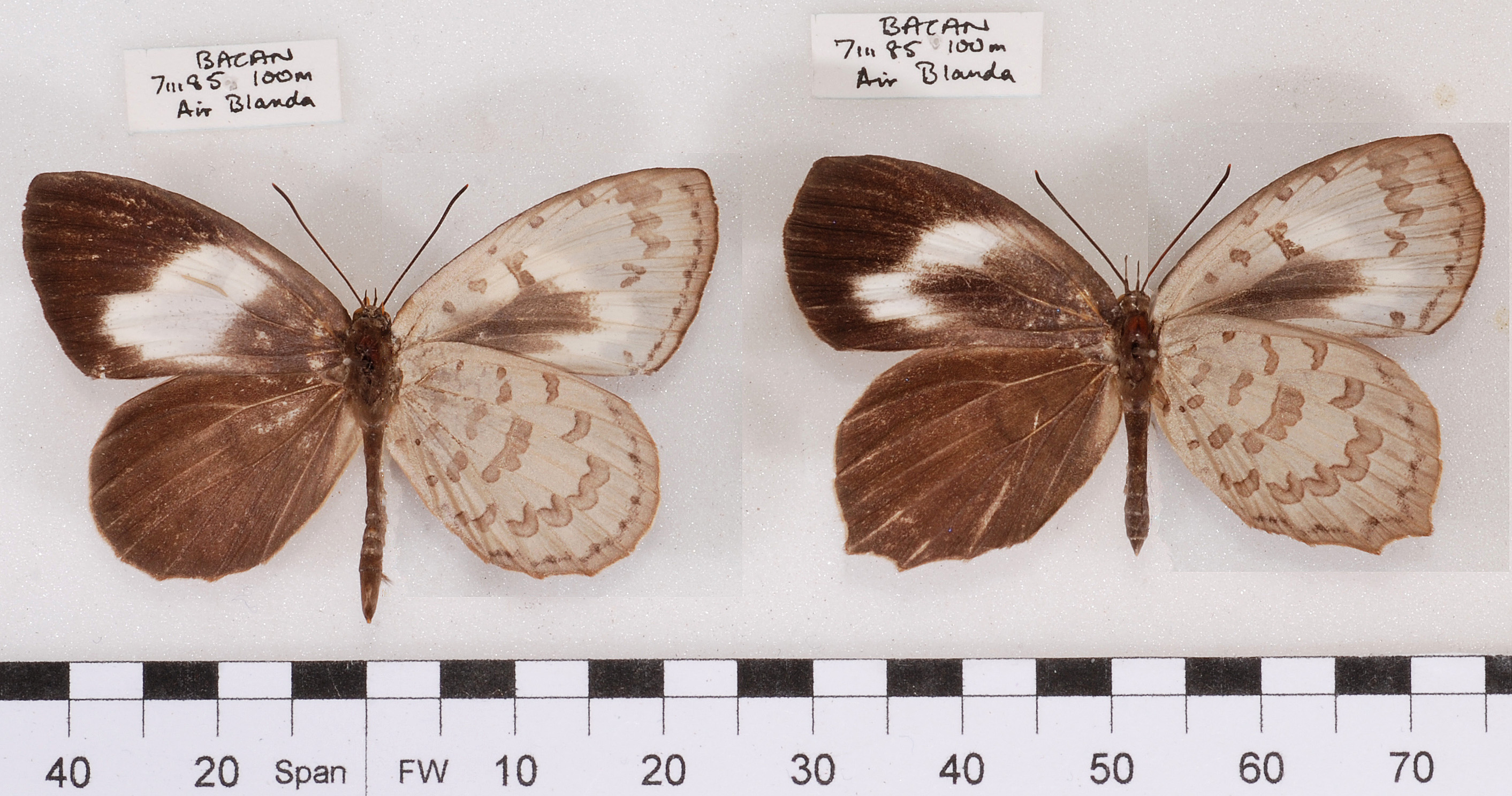